# Kaweloaikanaka
Kaveloaikanaka (havajski Kaweloaikanaka, Kawelo-ʻai-kanaka) bio je havajski poglavica, 18. vladar havajskog otoka Kauaija.
Rođen je oko 1680. godine. Njegov je otac bio kralj Kawelomakualua, a majka kraljica Kaawihiokalani, koja je bila i sestra Kawelomakualue.
Imao je brata blizanca koji se zvao Kavelo-a-Peekoa.
Oženio je Naki, ali ga je pobijedio bratić Kaweloamaihunalii. 